# Idioma umpithamu
Umpithamu, también escrito Umbindhamu, es una lengua aborigen australiana de la península del Cabo York, Queensland, Australia.
En julio de 2020, se publicó A Dictionary of Umpithamu, compilado por el lingüista flamenco Jean-Christophe Verstraete, con los principales consultores lingüísticos Florrie Bassani y su sobrina Joan Liddy.

## Clasificación
Aunque generalmente se acepta como una rama de las lenguas pama, Dixon cree que es una lengua aislada. Según Rigsby (1997), Umpithamu comparte algunas características gramaticales con los otros idiomas hablados por la gente de Lamalama, pero comparte más léxico con el Ayapathu y el Umpila.
En 2008, Verstraete escribió que había cuatro idiomas asociados con el pueblo Lamalama: Umpithamu, Morrobolam, Mba Rumbathama (Mbarrumbathama, Lamalama) y Rimanggudinhma (Mbariman-Gudhinma). En 2020, habló de cinco idiomas asociados con el pueblo Lamalama, pero el nombre del quinto no se registra en el artículo.
Austlang lo cita de su trabajo de 2018, El estado genético de Lamalamic, que Lamalama, Rimanggudinhma y Morrobolam forman un subgrupo de genético de Pama conocido como Lamalamic, "definido por innovaciones compartidas en fonología y morfología".
"Yintjinggu/Jintjingga" es un nombre de lugar utilizado tanto para Umpithamu como para el vecino idioma ayabadhu.